# Sphaerodactylus difficilis
Espèce
Statut de conservation UICN

 LC  : Préoccupation mineure
Sphaerodactylus difficilis est une espèce de geckos de la famille des Sphaerodactylidae.

## Répartition
Cette espèce est endémique d'Hispaniola.

## Liste des sous-espèces
Selon The Reptile Database (19 juin 2012) :
- Sphaerodactylus difficilis anthracomus Schwartz, 1983
- Sphaerodactylus difficilis difficilis Barbour, 1914
- Sphaerodactylus difficilis diolenius Schwartz, 1983
- Sphaerodactylus difficilis euopter Schwartz, 1983
- Sphaerodactylus difficilis lycauges Schwartz, 1983
- Sphaerodactylus difficilis peratus Schwartz, 1983
- Sphaerodactylus difficilis typhlopous Schwartz, 1983

## Publications originales
- Barbour, 1914 : A Contribution to the Zoögeography of the West Indies, with Especial Reference to Amphibians and Reptiles. Memoirs of the Museum of Comparative Zoölogy, vol. 44, n. 2, p. 205-359 (texte intégral).
- Schwartz, 1983 : Part l. Sphaerodactylus difficilis, S. clenchi, and S. lazelli, p. 5-30 in Schwartz & Thomas, 1983 : The difficilis complex of Sphaerodactylus (Sauria, Gekkonidae) of Hispaniola. Bulletin of Carnegie Museum of Natural History, vol. 22, p. 1-60.